# Flaps
Flaps på et flys vinger er bevægelige flader, typisk monteret på vingebagkanten, almindeligvis helt inde ved flykroppen: De kan bevæges nedad i en vis vinkel, og i nogle tilfælde (primært på svævefly) også opefter. På større trafikfly findes desuden også flaps på forkanten af vingen (leading edge flaps).
Flaps gør to ting: Dels får de vingerne til at virke mere eller mindre "krumme" overfor den luftstrøm der passerer dem, og derved ændres den opdrift som vingen genererer. Desuden øger de luftmodstanden, fordi vingen med udfældede flaps har en større profil imod flyveretningen, og den øgede opdriftskomponent forårsager mere induceret modstand
Hos mindre fly bruges flaps primært ved landingen, hvor de bremser flyets hastighed under indflyvningen, og samtidig nedsætter stall-hastigheden som gør, at flyet kan flyve ved lavere hastigheder. Dette gør, at et fly kan lande med lavest mulig hastighed og gør landingsdistancen så kort som mulig.
I nogle situationer, f.eks. ved start fra en græsmark eller andre overflader der giver stor rullemodstand, samt ved start på korte baner, kan man sænke flaps'ene et lille stykke for derved at få mere opdrift, og på den måde komme hurtigere i luften.
Større fly benytter stort set altid flaps ved både start og landing. Et stort passagerflys vinge er designet til meget store hastigheder – typisk omkring 90 procent af lydens hastighed – og disse er i deres almindelige form (clean configuration) uegnede til de lave hastigheder ved start og landing.
I flyets cockpit vil der findes et betjeningsgreb hvor piloten kan sætte den indstilling flaps'ene skal have, samt en indikator der viser hvornår flaps'ene er nået hen til den ønskede stilling.
Spanair Flight JK 5022 forulykkede i august 2008, pga. at flaps ikke var indstillet til take-off. Da piloterne roterede ved 154 knob (285 km/t) stallede flyet og 154 om bord brændte ihjel.
Et russisk militærfly havde defekte flaps og styrtede i Sortehavet ved juletid 2016.